# Val Doonican
Michael Valentine „Val“ Doonican (* 3. Februar 1927 in Waterford, Irland; † 1. Juli 2015 in Buckinghamshire, England) war ein irischer Sänger und Entertainer.

## Leben
Val Doonican war das achte und jüngste Kind der Familie. Sein Vater starb, als er 14 Jahre alt war. Doonican musste daraufhin die Schule verlassen und anfangen zu arbeiten. Mit sechs Jahren begann Doonican, in der Band seiner Schule zu spielen. Auch nach dem Ende seiner Schulzeit blieb er der Musik treu. Professionell trat er das erste Mal zusammen mit seinem Freund Bruce Clarke 1947 in Waterford auf. Eine Bewerbung beim irischen Rundfunk machte beide schnell zu regelmäßigen Gästen in Radiosendungen. 1951 verließ Doonican Irland und schloss sich der Gruppe Four Ramblers in England an. Die Gruppe trat unter anderem in der BBC-Radiosendung Riders of the Range und auf Luftwaffenbasen der US-amerikanischen Luftstreitkräfte in Großbritannien auf. Doonican blieb bis 1961 Mitglied der Four Ramblers; er hatte jedoch seit den späten 1950er Jahren auch erste Soloauftritte, zu denen ihn Anthony Newley überredet hatte, den die Four Ramblers auf Tournee begleiteten. Seine Auftritte waren zunächst nur 15 Minuten lang, er erhielt von der BBC aber bald 13 30-Minuten-Shows, die es ihm ermöglichten, seine Solokarriere zu beginnen.
1963 trat er zunächst in der ITV-Fernsehshow Sunday Night at the London Palladium auf. Die BBC bot ihm jedoch 1964 eine eigene Samstagabendshow an, die ab 1965 unter dem Namen The Val Doonican Show bis 1986 regelmäßig ausgestrahlt wurde und die unter anderem dem Komiker Dave Allen zum Durchbruch verhalf. Neben seiner Tätigkeit als Fernsehentertainer machte er auch weiterhin Musik und hatte in den 60er Jahren fünf Top-Ten-Hits. Sein Album Val Doonican Rocks, But Gently war das erste Album eines irischen Musikers, das in die britischen Charts kam und dort zum Jahreswechsel 1967/68 auch ein Nummer-eins-Hit war. Val Doonican veröffentlichte im Laufe seiner Karriere über 50 Alben.
Als Doonicans Markenzeichen galten Pullover und Strickjacken, die er in den 1960er Jahren trug, ehe er in den 1970er Jahren zu Anzügen wechselte. Am Ende seiner Show sang er in einem Schaukelstuhl sitzend immer selbst noch ein Lied, was ebenfalls als typisch für ihn galt.
Auch nachdem seine Fernsehshow abgesetzt worden war, trat Val Doonican noch bis 2009 auf. Val Doonican war begeisterter Golfspieler und malte Aquarelle, die auch öffentlich ausgestellt wurden.
Val Doonican war 54 Jahre lang verheiratet und hatte zwei Töchter.

## Diskografie

### Alben
| Jahr | Titel                             | Höchstplatzierung, Gesamtwochen, AuszeichnungChartplatzierungen (Jahr, Titel, Platzierungen, Wochen, Auszeichnungen, Anmerkungen) | Höchstplatzierung, Gesamtwochen, AuszeichnungChartplatzierungen (Jahr, Titel, Platzierungen, Wochen, Auszeichnungen, Anmerkungen) | Anmerkungen                |
| Jahr | Titel                             | IE | UK | Anmerkungen                |
| ---- | --------------------------------- | --- | --- | -------------------------- |
| 1964 | Lucky 13 Shades Of Val Doonican   | — | UK2 (27 Wo.)UK | Erstveröffentlichung: 1964 |
| 1966 | Gentle Shades Of Val Doonican     | — | UK5 (40 Wo.)UK | Erstveröffentlichung: 1966 |
| 1967 | Val Doonican Rocks But Gently     | — | UK1 (23 Wo.)UK | Erstveröffentlichung: 1967 |
| 1968 | Val                               | — | UK6 (11 Wo.)UK | Erstveröffentlichung: 1968 |
| 1969 | The World Of Val Doonican         | — | UK2 (31 Wo.)UK | Erstveröffentlichung: 1969 |
| 1969 | Sounds Gentle                     | — | UK21 (10 Wo.)UK | Erstveröffentlichung: 1969 |
| 1970 | The Magic Of Val Doonican         | — | UK34 (3 Wo.)UK | Erstveröffentlichung: 1970 |
| 1971 | This Is Val Doonican              | — | UK40 (1 Wo.)UK | Erstveröffentlichung: 1971 |
| 1975 | I Love Country Music              | — | UK37 (2 Wo.)UK | Erstveröffentlichung: 1975 |
| 1977 | Some Of My Best Friends Are Songs | — | UK29 Gold · (5 Wo.)UK | Erstveröffentlichung: 1977 |
| 1990 | Songs From My Sketch Book         | — | UK33 Silber · (6 Wo.)UK | Erstveröffentlichung: 1990 |
| 2008 | The Very Best Of                  | IE63 (1 Wo.)IE | UK33 (3 Wo.)UK | Erstveröffentlichung: 2008 |
| 2019 | The Gold Collection               | — | UK65 (4 Wo.)UK | Erstveröffentlichung: 2019 |

grau schraffiert: keine Chartdaten aus diesem Jahr verfügbar

### Singles
| Jahr | Titel Album                         | Höchstplatzierung, Gesamtwochen, AuszeichnungChartplatzierungen (Jahr, Titel, Album, Platzierungen, Wochen, Auszeichnungen, Anmerkungen) | Höchstplatzierung, Gesamtwochen, AuszeichnungChartplatzierungen (Jahr, Titel, Album, Platzierungen, Wochen, Auszeichnungen, Anmerkungen) | Anmerkungen                |
| Jahr | Titel Album                         | IE | UK | Anmerkungen                |
| ---- | ----------------------------------- | --- | --- | -------------------------- |
| 1964 | Walk Tall –                         | IE2 (15 Wo.)IE | UK3 (21 Wo.)UK | Erstveröffentlichung: 1964 |
| 1965 | The Special Years –                 | IE2 (5 Wo.)IE | UK7 (13 Wo.)UK | Erstveröffentlichung: 1965 |
| 1965 | I’m Gonna Get There Somehow –       | — | UK25 (5 Wo.)UK | Erstveröffentlichung: 1965 |
| 1966 | Elusive Butterfly –                 | IE3 (9 Wo.)IE | UK5 (12 Wo.)UK | Erstveröffentlichung: 1966 |
| 1966 | What Would I Be –                   | — | UK2 (17 Wo.)UK | Erstveröffentlichung: 1966 |
| 1966 | Memories Are Made Of This –         | IE14 (5 Wo.)IE | UK11 (12 Wo.)UK | Erstveröffentlichung: 1966 |
| 1967 | Two Streets –                       | — | UK39 (4 Wo.)UK | Erstveröffentlichung: 1967 |
| 1967 | If The Whole World Stopped Loving – | IE2 (13 Wo.)IE | UK3 (19 Wo.)UK | Erstveröffentlichung: 1967 |
| 1968 | You’re The Only One –               | — | UK37 (4 Wo.)UK | Erstveröffentlichung: 1968 |
| 1968 | Now –                               | — | UK43 (2 Wo.)UK | Erstveröffentlichung: 1968 |
| 1968 | If I Knew Then What I Know Now –    | — | UK14 (13 Wo.)UK | Erstveröffentlichung: 1968 |
| 1969 | Ring Of Bright Water –              | — | UK48 (1 Wo.)UK | Erstveröffentlichung: 1969 |
| 1971 | Morning –                           | IE5 (4 Wo.)IE | UK12 (13 Wo.)UK | Erstveröffentlichung: 1971 |
| 1973 | Heaven is My Woman’s Love –         | — | UK34 (7 Wo.)UK | Erstveröffentlichung: 1973 |